# Haushaltspanel
Das Haushaltspanel ist eine statistische Erhebung über die Arbeits- und Lebensbedingungen der Menschen in einzelnen Regionen, Staaten oder Staatengemeinschaften. Der Wortteil Panel bezeichnet hierbei eine (möglichst) gleichbleibende Stichprobe von Auskunftssubjekten (in diesem Fall Privathaushalten), von denen im Rahmen einer  Längsschnittstudie über einen längeren Zeitraum hinweg auf immer gleiche Weise Daten erhoben werden. Haushaltspanels werden von statistischen Ämtern, wissenschaftlichen Einrichtungen und Marktforschungsinstituten durchgeführt. Ihre Ergebnisse fließen in Planungen politischer oder marktstrategischer Art ein.
In der Marktforschung wird der Begriff Haushaltspanel speziell für Erhebungen verwendet, bei denen die für den täglichen Bedarf getätigten Einkäufe der untersuchten Haushalte permanent erfasst werden. Die erhobenen Daten sind wichtige Informationsquellen für die Hersteller von Konsumgütern. Diese Haushaltspanels und die ergänzenden Individualpanels (registrieren für den individuellen Verbrauch erworbene Waren wie z. B. Kosmetika) sind als Verbraucherpanels das Gegenstück zum Handelspanel, welches den Absatz bestimmter Waren bei repräsentativ ausgewählten Einzelhändlern erfasst.

## Methodik
Den ausgewählten Haushalten wird in bestimmten Zeitabständen ein identischer Fragenkatalog vorgelegt.
Bei den von Marktforschungsinstituten durchgeführten kommerziellen Haushaltspanels scannen die Teilnehmer zur Erfassung der Einkäufe die Produkt-EAN und geben i. d. R. manuell die Preise der Produkte und den Ort des Kaufs ein (Handscanner werden den teilnehmenden Haushalten zur Verfügung gestellt). Die Daten werden zur statistischen Auswertung in regelmäßigen Zeitabständen an das Institut übertragen.

## Europäische Haushaltspanels
Eines der größten Haushaltspanels ist das Europäische Haushaltspanel (ECHP), das die Europäische Kommission durch das Statistische Amt der Europäischen Gemeinschaften (Eurostat) in Zusammenarbeit mit den nationalen Statistischen Ämtern durchführen lässt.
In der EU waren in den ersten drei Befragungswellen 65.000 Haushalte beteiligt, wovon etwa 5.000 in Deutschland beheimatet waren. Nach der dritten Befragungswelle wurde die Befragung in Deutschland eingestellt. Um die dadurch entstehende „Datenlücke“ zu schließen, wurden die deutschen Daten mit konvertierten Daten aus der amtlichen Statistik und zu circa zwei Drittel vom Sozio-oekonomischen Panel (SOEP) aufgefüllt. Mit der achten Erhebungswelle wurde das ECHP 2001 beendet.
Das Nachfolgeprojekt der europäischen Haushaltspanel-Studie ECHP heißt EU-SILC (Statistics on Income and Living Conditions). Die Erhebung der EU-SILC Daten hat in den meisten EU-Staaten 2004 begonnen, in Deutschland
2005.

## Bedeutende deutsche Haushaltspanels
Eines der bedeutendsten Haushaltspanels in Deutschland ist die Studie Leben in Deutschland des Sozio-oekonomischen Panels (SOEP). In einem jährlichen Rhythmus werden seit 1984 immer dieselben Privathaushalte freiwillig befragt. An der 20. Befragungswelle waren über 12.000 Haushalte beteiligt.